# British Black Panthers
Les British Black Panthers (BBP) (en français : Panthères noires britanniques) ou mouvement British Black Panther (BPM pour Black Panthers Movement) est une organisation qui luttait pour les droits des Noirs et des minorités raciales au Royaume-Uni, fondée en 1968. Elle s'inspirait du Black Panther Party américain, bien qu'elle n'y ait pas été affiliée, et du mouvement Black Power. Les membres des Panthères noires britanniques pouvaient être d'origine sud-asiatique — et non pas seulement d'origine africaine — conformément au principe selon lequel est noire toute personne non-blanche, susceptible d'être discriminée en raison de la couleur de sa peau (principe connu sous le nom de political blackness (en), la «question noire politique»).
Le mouvement, né en 1968, est resté actif jusqu'en 1973 environ. Il atteint son apogée en 1970 lors du procès des Mangrove Nine qui a impliqué des membres des British Black Panthers, et mis en lumière le harcèlement policier à l'encontre du restaurant Mangrove tenu par le militant noir Frank Critchlow (en), et plus généralement à l'encontre des minorités raciales stigmatisées au Royaume-Uni.

## Organisation
Les BBP se sont donné pour objectif d'initier les communautés noires à des modes de résistance à la discrimination raciale ; ils ont mené de nombreuses actions pour un meilleur accès des minorités ethniques au logement, à l'éducation, à la santé, à l'aide juridique, à l'emploi et contre la brutalité policière, entre 1969 à 1973. Ils ont également contribué à sensibiliser l'opinion au sujet du problème largement méconnu et sous-estimé du «racisme institutionnel» au Royaume-Uni, et ont tenté de transmettre aux Britanniques blancs des éléments de l'histoire des Noirs. Les BBP ont repris des images et des symboles déjà popularisés par le Black Panther Party aux États-Unis. Ils ont lutté contre les violences policières au Royaume-Uni, marquant leur détermination à affronter les «forces de l'ordre» en cas de nécessité.
Les BPM se sont également opposés à la loi de 1971 sur l'immigration. Ils ont défendu les minorités raciales contre la violence fasciste, organisé des manifestations pour les droits civiques et soutenu les luttes de libération caribéennes et palestiniennes. Des militants noirs et sud-asiatiques étaient impliqués dans le groupe.
Le centre principal de l'organisation se trouvait à Brixton, dans le sud de Londres. Le mouvement BBP avait également une Ligue de la jeunesse. Le siège social, au 38 Shakespeare Road, a été acheté grâce à un don de l'écrivain John Berger (la moitié de son prix Booker Prize de 1972 pour le roman G.),. Les BBP ont publié leur propre journal appelé Freedom News et d'autres titres comme Black Power Speaks (1968) et Black People's News Service (1970).
Neil Kenlock, un photographe d'origine jamaïcaine, était membre du BBP et a documenté leurs activités,.

## Histoire

### Fondation
La visite de Malcolm X au Royaume-Uni entre 1964 et 1965  inspire de nombreux membres du mouvement Black power britannique, de même que le discours de Stokely Carmichael au Dialectics of Liberation Congress au Roundhouse de Londres en 1967, discours qui a exercé une influence particulière sur l'écrivain Obi Egbuna (en). Egbuna, en 1966, séjourne aux États-Unis pour s'y renseigner sur le mouvement Black Power. Les militants en Grande-Bretagne ont également été inspiré par le journal Black Panther et par des reportages sur les Black Panthers américains diffusés sur la BBC.
Le British Black Panther Movement (BPM) est fondé à l'été 1968,  par Obi Egbuna, Darcus Howe (en), Linton Kwesi Johnson et Olive Morris, influencés par l'American Black Panther Party. Parmi les autres premiers membres figurent Altheia Jones-LeCointe, ainsi que des militants sud-asiatiques tels que Farrukh Dhondy (en) et Mala Sen (en) sous la bannière de « l'identité noire » (political blackness (en)), avec « noir » comme étiquette politique pour toutes les personnes de couleur ; par exemple, les Southall Black Sisters (en) apparentées étaient une organisation asiatique,.
En 1969, le magazine politique Race Today est fondé par le Race Today Collective ; il devient un organe de premier plan d'expression de la politique noire et asiatique dans la Grande-Bretagne des années 1970. Il a été fondé par des membres du BPM, dont Darcus Howe (en), Farrukh Dhondy, Linton Kwesi Johnson et Mala Sen.
Le groupe était initialement connu sous le nom de British Black Power Movement ; un an plus tard, il prit celui de British Black Panthers .

### Actions militantes
Obi Egbuna (en) est arrêté et condamné en décembre 1968 pour complot en vue d'assassiner des policiers, en raison de la publication d'un "écrit" selon les termes de la police, dans lequel Egbuna aurait appelé à la résistance contre la violence policière ; le texte serait en réalité "le brouillon d'un tract" selon  les historiennes Rosie Wild et Eveline Lubbers. L'attention médiatique se porte pour la première fois sur le groupe, dont les membres sont qualifiés à cette occasion de «racistes noirs» et d'«extrémistes».
Altheia Jones-LeCointe (en) succède à Obi Egbuna à la tête du mouvement,. La croissance de l'organisation a été lente, mais au début des années 1970, ils étaient « fermement ancrés dans la culture politique de gauche britannique » ; le mouvement comptait environ 3 000 membres.
En mars 1970, environ 300 membres du BBP manifestent devant l'ambassade américaine à Grosvenor Square pour protester contre le traitement réservé aux Black Panthers américains. 
Le 9 août 1970, 150 manifestants impliqués dans le BBP ont manifesté contre les raids de la police constants sur le Mangrove, un restaurant appartenant à des Noirs à Ladbroke Grove, quartier antillais de l'ouest de Londres. 700 policiers étaient impliqués dans ces raids ; des violences et des arrestations ont eu lieu. Outre la police, une branche spéciale appelée « Bureau Black power » (black power desk) a surveillé la manifestation. Dix-neuf membres du BBP ont été arrêtés par la suite; cependant, les charges retenues contre 10 d'entre eux ont été abandonnées. Les personnes restantes, connues sous le nom de "Mangrove Nine" (les 9 de Mangrove), ont choisi pour les défendre « l'avocat radical Ian McDonald ». Elles ont également demandé des jurys entièrement noirs, invoquant la Magna Carta comme précédent. Tous les membres des Mangrove Nine ont ensuite été déclarés non coupables par le jury.
Le mouvement britannique Black Panther était sous la surveillance étendue de l'État au moyen du «Black Power Desk». Des documents secrets ont été découverts par Robin Bunce et Paul Field lors de la rédaction de la biographie politique de Darcus Howe (en). Ils révèlent que l'État avait cherché à mettre fin au mouvement Black Power et à emprisonner des personnalités au sein du BPM.
Finalement, le mouvement s'est effondré du fait des luttes intestines en son sein, des luttes de pouvoir et des « tribunaux kangourous », selon The Guardian.

## Impact

### Legs social et politique
Les actions et les efforts éducatifs du BBP ont contribué à mettre en lumière le racisme dans les écoles et au sein du gouvernement. Le procès des Mangrove Nine a attiré l'attention sur la nécessité de combattre  le racisme dans le milieu de la police britannique. Robin Bunce, un biographe de Darcus Howe (en), a déclaré : « Il en a fait essentiellement [de ce procès] un procès de la police... Sa défense a fait appel à la Magna Carta, et les médias l'ont adorée parce qu'elle était enracinée dans les traditions anglaises du fair-play, mais aussi extrêmement radicale et subversivement drôle ».
Alors que le BBP commençait à se dissoudre en 1973, un certain nombre de femmes, dont Beverley Bryan, Olive Morris et Liz Obi (en), se sont organisées pour former le Brixton Black Women's Group à Brixton.

### Exposition
Ces dernières années, les photographies de Kenlock du BPM ont été présentées dans des expositions. Un projet de 2013 de l'organisation artistique Brixton Photofusion a mené des entretiens afin de collecter des histoires orales auprès d'un certain nombre de membres, et a organisé une exposition des photographies de Kenlock du BPM. L'exposition de 2017 de la Tate Britain, Stan Firm Inna Inglan: Black Diaspora in London, 1960–70s, présentait des photographes, dont Kenlock, qui ont capté les expériences des Noirs à cette époque.

### Série télévisée
Une série dramatique télévisée, Guerrilla (2017), explore le mouvement britannique des Black Panthers au début des années 1970,. Cependant, le magazine américain Ebony a critiqué la série parce qu'elle n'accordait pas de place à la représentation des femmes noires dans des rôles de leadership au sein du mouvement Black Power du Royaume-Uni. Il y a également eu une certaine controverse sur le casting de l'actrice indienne Freida Pinto en tant que rôle féminin principal, qui a été défendu comme historiquement approprié par les premiers membres britanniques de Black Panther, Farrukh Dhondy (en) et Neil Kenlock ; ces membres ont rappelé l'importance  des Asiatiques britanniques dans le mouvement, dont des femmes asiatiques comme Mala Sen (en), qui ont inspiré le rôle de Pinto,.

## Membres notables
- Barbara Beese[1]
- Beverley Bryan[3]
- Sunit Chopra[2]
- Farrukh Dhondy[1]
- Obi Egbuna (en)[18][33]
- Darcus Howe (en)
- Linton Kwesi Johnson
- Neil Kenlock[1]
- Altheia Jones-LeCointe[1]
- Olive Morris
- Liz Obi[1]
- Mala Sen[2]
- Vivan Sundaram[2]
- David Udo

## Bibliograhie
- (en) Angelo, « The Black Panthers in London, 1967–1972: A Diasporic Struggle Navigates the Black Atlantic », Radical History Review, vol. 2009, no 103,‎ 21 décembre 2009, p. 17–35 (ISSN 0163-6545, DOI 10.1215/01636545-2008-030, lire en ligne)
- Angelo, Anne-Marie. (2018). “Black Oppressed People All over the World Are One”: The British Black Panthers' Grassroots Internationalism, 1969–73. Journal of Civil and Human Rights. 4. 64. 10.5406/jcivihumarigh.4.1.0064., lire en ligne
- (en) Rosie Wild, « “Black Was the Colour of Our Fight”: The Transnational Roots of British Black Power », dans The Other Special Relationship: Race, Rights, and Riots in Britain and the United States, Palgrave Macmillan US, 2015 (ISBN 978-1-137-39270-1, DOI 10.1057/9781137392701_2, lire en ligne), p. 25–46
- (en) John Narayan, « British Black Power: The anti-imperialism of political blackness and the problem of nativist socialism », The Sociological Review, vol. 67, no 5,‎ septembre 2019, p. 945–967 (ISSN 0038-0261 et 1467-954X, DOI 10.1177/0038026119845550, lire en ligne, consulté le 6 juillet 2022)
- John F. Lyons, America in the British Imagination: 1945 to the Present, New York, Palgrave Macmillan, 2013 (ISBN 978-1-137-37679-4, lire en ligne)
- Jane Rhodes, Framing the Black Panthers: The Spectacular Rise of a Black Power Icon, Champaign, Illinois, University of Illinois Press, 2017 (ISBN 978-0-252-09964-9, lire en ligne )
- Stephen Tuck, The Night Malcolm X Spoke at the Oxford Union: A Transatlantic Story of Antiracist Protest, Oakland, California, University of California Press, 2014 (ISBN 978-0-520-27933-9, lire en ligne)